# Абіосе Ніколь
Абіо́се Ні́коль (повне ім'я — англ. Abioseh Davidson Nicol; 14 вересня 1924 — 20 вересня 1994) — сьєрра-леонський науковець, дипломат, письменник і поет.
Абіосе вчився в Кембріджському та Лондонському університетах.
Автор збірок оповідань:
- Правдива заміжня жінка (1965)
- Дві африканські історії: Полювання на леопарда та Диявол на мосту Йолехан (1965)

В 1964 році опублікував книгу лекцій «Африка: суб'єктивний погляд».